# بخش‌های دپارتمان اندر-ا-لوار
بخش‌های دپارتمان اندر-ا-لوار (انگلیسی: Arrondissements of the Indre-et-Loire department) شامل ۳ بخش به شرح زیر است:
1. بخش شینون با ۱۰۶ کمون (فرانسه) و جمعیت ۸۶ هزار نفر در سال ۲۰۱۳ می‌باشد.
2. بخش لوش با ۱۱۳ کمون (فرانسه) و جمعیت ۵۰ هزار نفر در سال ۲۰۱۳ می‌باشد.
3. بخش تور با ۵۴ کمون (فرانسه) و جمعیت ۴۶۲ هزار نفر در سال ۲۰۱۳ می‌باشد.